# Anatolios z Laodiceje
Anatolios z Laodiceje (řecky : Ανατόλιος, také Anatolios Alexandrijský; kolem roku 220 Alexandrie - kolem roku 282 Laodicea v Sýrii) byl řecký matematik a filozof aristotelik. V roce 268 se stal biskupem v Laodicei. Anatolius byl také skvělý komputista. Kolem roku 260 vynalezl vůbec první metónovský devatenáctiletý lunární cyklus. Anatolia lze proto považovat za zakladatele nového alexandrijského výpočtu data Velikonoc (computus paschalis), který nakonec, prostřednictvím velikonoční desky biskupa Theofila Alexandrijského, Dionýsia Exigua a Bedy Ctihodného, po dlouhou dobu používalo celé křesťanstvo (na Západě až do roku 1582, kdy byl juliánský kalendář nahrazen gregoriánským).

## Život
Téměř vše, co je o Anatoliovi známo, zaznamenává Eusebios ve svých Církevních dějinách. Anatolios pocházel z Alexandrie a získal si znalosti v matematice, filozofii, rétorice a astronomii. Vyučoval aristotelskou filozofii a jako vážený občan zastával místo v městské radě. Když vojenský konflikt vedl k obléhání jeho čtvrti v Alexandrii římskými vojáky, důmyslným vyjednáváním prý umožnil mnoha ženám, dětem a starým lidem odejít. Anatolios později odešel do Caesareje v Palestině, kde byl biskupem Theotecnem vysvěcen na kněze a byl určen jako jeho pomocník a nástupce. K tomu však nedošlo, protože když Anatolios na cestě na koncil do Antiochie přijel do Laodikeje, byl mu kolem roku 280 nabídnut úřad tamního biskupa, neboť předchozí biskup Eusebius právě zemřel. Anatolios úřad přijal a zastával jej až do své smrti o několik let později.

## Dilo
Anatolius napsal učebnici aritmetiky v deseti knihách s názvem Arithmerikai Eisagogai. Toto dílo bylo excerpováno v anonymním díle Theologumena arithmeticae, dříve připisovaném Iamblichiovi z Chalkidy. Kromě pythagorejského a platónského číselného mysticismu se tyto úryvky zabývají aritmetickými vlastnostmi čísel. Kromě toho se dochoval fragment o obecných otázkách matematiky.
Anatolios také napsal text o Velikonocích a jejich časování (Canon Paschalis). Eusebius jej svým způsobem reprodukuje v části Církevních dějin. Sedmnáct století starou záhadu jeho 19letého velikonočního cyklu (nezaměňovat s paschálním cyklem byzantských pravoslavných církví) plně rozřešili až ve 21. století irští učenci Daniel P. McCarthy a Aidan Breen. Tento slavný velikonoční cyklus se dochoval v sedmi různých kompletních středověkých rukopisech latinského textu De ratione paschali. Mezi Anatoliovým 19letým lunárním cyklem a (nakonec zvoleným) klasickým alexandrijským lunárním cyklem obsaženým ve velikonoční tabulce Dionysia Exigua a pak Bedy Ctihodného, je rozdíl dva dny, který pochází z doby před prvním nicejským koncilem. Metónský 19letý lunární cyklus, nyní nazývaný klasický alexandrijský lunární cyklus, je ten, který zavedl Annianus v pátém století a přijal biskup Cyril Alexandrijský.